# Schodnenskaja
Schodnenskaja in russo Сходненская? è una stazione della Metropolitana di Mosca, situata sulla Linea Tagansko-Krasnopresnenskaja. La stazione è stata costruita con una singola arcata, il che fu un significativo successo dell'ingegneria e rappresentò il cambiamento rispetto al design tipico degli anni sessanta.
In realtà, la storia delle stazioni con volta singola nella storia di Mosca, iniziò 40 anni prima di Schodnenskaja, con Biblioteka Imeni Lenina che aprì insieme alla prima tratta della metropolitana di Mosca nel 1935. Fu costruita secondo il design della Metropolitana di Parigi, ma i problemi legati alla tenuta della struttura a seguito di cedimenti portatono all'abbandono del metodo. La seconda stazione a singola arcata, Aeroport, inaugurata nel 1938, fu costruita col metodo scava-e-copri, e non ebbe successo. La precisione richiesta della preparazione e nella gestione della pesante volta monolitica in cemento richiese un intenso lavoro, e in quel momento dell'industrializzazione, non comportò un costo troppo oneroso.
Verso la fine degli anni sessanta, a seguito dell'inizio della modifica della politica della funzionalità, gli ingegneri ritornarono al design ad arcata singola. Provato per la prima volta nella Metropolitana di Charkiv (di qui il nome), il design è caratterizzato da un semplice scava-e-copri. Il pozzo degli scavi viene riempito con la terra smossa, fino alla profondità della chiave di volta, a cui viene data forma all'interno di un semi-cilindro. In seguito, viene posta un'armatura metallica sul terreno, e, su di essa, blocchi di cemento. Una volta sistemata, la terra sotto la volta viene di nuovo riscavata e può pertanto iniziare il lavoro per la banchina della stazione. La forma esatta del soffitto dipende dalle condizioni idro-geologiche del terreno circostante. Se non c'è necessità di idro-isolazione, le mura che sostengono il soffitto sono incorporate nel design e l'aspetto è quello di una volta che si chiude al culmine delle mura. Se invece vi è la necessità di idro-isolazione, la volta si estende fino al pavimento della stazione, che appare così come un semi-cilindro. In presenza di alta pressione esercitata dall'acqua del suolo, le mura non sono solo lasciate all'esterno, ma anche la volta viene rinforzata tramite una curvatura ulteriore, che rende la stazione ancora più cilindrica.
Schodnensakaja è stata la prima stazione di Mosca ad essere costruita con questo metodo. Il suo design comprende le mura all'interno della costruzione (secondo il più semplice dei metodi). Gli architetti Popov e Fokin furono i primi a sfruttare il design potenziale che dava maggiori possibilità rispetto a quello utilizzato in precedenza. Le mura sono ricoperte da marmo rosso e adornate con pannelli di alluminio. Tutte le indicazioni e le luci erano attaccate al soffitto, mantenendo la banchina libera da ostacoli. Schodnenskaja fu inaugurata il 30 dicembre 1975 come estensione nord della Linea Krasnopresnenskij. Il nuovo design si rivelò molto popolare, e fu utilizzato in tutte le stazioni successive, sia a Mosca che nelle altre metropolitane dell'ex URSS; questo design a singola volta non deve però essere confuso con quello che si trova nella Metropolitana di San Pietroburgo, che è stata costruita con una tecnologia differente.
Gli ingressi sotterranei della stazione sono collegati tra loro e con sottopassaggi, permettendo l'accesso a via Schodnenskaja e ai viali Yana Rainisa e Khimkinskij. Ogni giorno, circa 78.750 persone utilizzano questa fermata.